# Crocomela imperialis
Crocomela imperialis är en fjärilsart som beskrevs av Druce 1885. Crocomela imperialis ingår i släktet Crocomela och familjen björnspinnare. Inga underarter finns listade i Catalogue of Life.